# Дивинский, Натан
Натан Джозеф Гарри Дивинский (англ. Nathan Joseph Harry Divinsky, 29 октября 1925, Виннипег — 17 июня 2012, Ванкувер) — канадский шахматист еврейского происхождения, мастер. Также был известен как шахматный журналист и функционер.
Бронзовый призер чемпионата Канады 1945 года. В составе сборной Канады участник двух шахматных олимпиад (1954 и 1966). Капитан сборной Канады на шахматной олимпиаде 1988 года.
Двукратный чемпион провинции Манитоба (1946 и 1952). Победитель открытого чемпионата провинции Манитоба (1959).

## Биография

### Профессиональная карьера
В 1946 году окончил бакалавриат в Манитобском университете. В 1947 году окончил магистратуру по специальности математика в Чикагском университете. В 1950 году там же под руководством профессора А. Альберта защитил диссертацию на соискание ученой степени доктора философии по математике, после чего вернулся в Манитобский университет, где работал на математическом факультете. В конце 1950-х годов переехал в Ванкувер. Работал в Университете Британской Колумбии.
В течение продолжительного времени сотрудничал с телеканалом Discovery Channel Canada (ныне Daily Planet), в том числе в течение двух лет вел на канале передачу о математических головоломках.
С 1974 по 1980 годах был членом школьного совета Ванкувера (в 1978—1980 годах был председателем организации).
В 1981—1982 годах был олдерменом городского совета Ванкувера.

### Шахматная карьера
Играл в шахматы с подросткового возраста. Был членом Виннипегского еврейского шахматного клуба. В клубе познакомился с Дэн. Яновским, с которым позже на протяжении многих лет поддерживал дружеские отношения.
Добился серьезных спортивных успехов на национальном уровне. Участвовал в ряде международных соревнований.
В течение 15 лет (1959—1974) был редактором журнала «Canadian Chess Chat». Также сотрудничал с другими канадскими шахматными изданиями.
С середины 1950-х годах принимал активное участие в работе Канадской шахматной федерации. В 1954 г. занимал пост президента Канадской шахматной федерации. С 1987 по 1994 годы, а также в 2007 году он был представителем Канады в ФИДЕ и членом генеральной ассамблеи ФИДЕ.
Написал несколько шахматных книг. Наиболее заметные: «Warriors of the Mind» («Воины мира», 1989 г., совместно с Р. Кином) и «The Batsford Chess Encyclopedia» («Бэтсфордская шахматная энциклопедия», 1992 г.). Обе подверглись жесткой критике. «Воинов мира» ругали, потому что авторы сравнивали чемпионов мира на основе собственной математической методики, не считаясь с разным уровнем развития шахмат в разное время. «Энциклопедию» английский историк шахмат Э. Уинтер назвал катастрофической и включил в число худших шахматных книг десятилетия.

### Личная жизнь
Дивинский был женат трижды. От первой жены у него были 3 дочери: Джуди, Памела и Мими. В конце 1960-х годов он познакомился с К. Кэмпбелл (будущей премьер-министром Канады), которая в то время училась в Университете Британской Колумбии. Они были официально женаты в период с 1972 по 1983 год. По словам Кэмпбелл, несмотря на развод, они сохранили хорошие отношения. Последней женой Дивинского стала Мэри Голдстоун.

## Публикации
- Rings and Radicals, University of Toronto Press, 1965.
- Linear Algebra, 1975.
- Around the Chess World in 80 Years.
- The Batsford Encyclopedia of Chess, 1990. ISBN 0-7134-6214-0.
- Life Maps of the Great Chess Masters, 1994, Seattle, International Chess Enterprises.
- Warriors of the Mind: A Quest for the Supreme Genius of the Chess Board (в соавт. с Р. Кином), 1989, 2002. ISBN 0-9513757-2-5.

## Спортивные результаты
| Год  | Город         | Соревнование                                  | + | − | = | Результат | Место |
| ---- | ------------- | --------------------------------------------- | - | - | - | --------- | ----- |
| 1945 | Виннипег      | Чемпионат провинции Манитоба                  |   |   |   |           | 2     |
|      | Саскатун      | Чемпионат Канады                              | 8 | 1 | 3 | 9½ из 12  | 3—4   |
| 1946 | Виннипег      | Чемпионат провинции Манитоба                  |   |   |   |           | 1     |
| 1951 | Ванкувер      | Чемпионат Канады                              | 4 | 4 | 4 | 6 из 12   | 5—7   |
| 1952 | Виннипег      | Чемпионат провинции Манитоба                  |   |   |   |           | 1     |
| 1954 | Амстердам     | XI Олимпиада (сборная Канады, 2-й запасной)   | 0 | 0 | 1 | ½ из 1    |       |
| 1959 | Виннипег      | Открытый чемпионат провинции Манитоба         |   |   |   |           | 1—4   |
| 1966 | Богнор-Риджис | Международный турнир                          |   |   |   | 7½ из 11  | 7—13  |
|      | Гавана        | XVII Олимпиада (сборная Канады, 2-й запасной) | 3 | 2 | 3 | 4½ из 8   |       |